# Nelionidia pueblensis
Nelionidia pueblensis är en insektsart som beskrevs av Dietrich och Dmitry A. Dmitriev 2006. Nelionidia pueblensis ingår i släktet Nelionidia och familjen dvärgstritar. Inga underarter finns listade i Catalogue of Life.